# Fushimi Kuniie
Le prince Fushimi Kuniie (伏見宮邦家親王, Fushimi-no-miya Kuniie-shinnō), 19 novembre 1802 – 5 septembre 1872, est membre de la famille impériale japonaise, 20e prince Fushimi-no-miya 1817/1848. Il a au moins 17 fils et 14 filles.
Il est le père des princes Kuni Asahiko, Yamashina Akira, Higashifushimi Yorihito, Kitashirakawa Yoshihisa, Fushimi Sadanaru, Kan'in Kotohito, le grand-père de Naruhiko Higashikuni, premier Premier ministre du Japon d'après la Seconde Guerre mondiale et l'arrière-grand-père de l'impératrice Kōjun.

## Mariages et enfants

### Fils
1. Prince Yamashina Akira (山階宮晃親王 Yamashina-no-miya Akira shinnō), (22 octobre 1816 – 29 octobre 1891), avec Fujiki Toshiko.
2. Prince Yoshikoto (聖護院宮嘉言親王 Shōgoin-no-miya Yoshikoto shinnō), (28 février 1821 – 26 septembre 1868), avec Fujiki Toshiko.
3. Prince Jonin (曼殊院宮譲仁親王 Manshuin-no-miya Jonin shinnō), (1824 – 1842), avec Fujiki Toshiko.
4. Prince Kuni Asahiko (久邇宮朝彦親王 Kuni-no-miya Asahiko shinnō), (27 février 1824 – 25 octobre 1891), avec Torikoji Nobuko.
5. Une garçon mort-né (微妙院 Bimyō-in), (1832 – 1832)
6. Prince Sadanori (伏見宮貞教親王 Fushimi-no-miya Sadanori shinnō), 26 octobre 1836 – 16 décembre 1862), avec Takatsukasa Hiroko.
7. Un fils (喜久宮 Kikumura-no-miya), (1842 – 1851), avec Takatsukasa Hiroko.
8. Prince Komatsu Akihito (小松宮彰仁親王 Komatsu-no-miya Akihito shinnō), (11 février 1846 – 18 février 1903), avec Horiuchi Nobuko.
9. Prince Kitashirakawa Yoshihisa (北白川宮能久親王 Kitashirakawa-no-miya Yoshihisa-shinnō), (1er avril 1847 – 5 novembre 1895), avec Horiuchi Nobuko.
10. Un fils (誠宮 Aki-no-miya), (1848 – 1853), avec Horiuchi Nobuko.
11. Un fils (愛宮 Naru-no-miya), (1849 – 1851), avec Horiuchi Nobuko.
12. Prince Kachō Hirotsune (華頂宮博経親王 Kachō-no-miya Hirotsune shinnō), (19 avril 1851 – 24 mai 1876), avec Horiuchi Nobuko
13. Prince Kitashirakawa Satonari (北白川宮智成親王 Kitashirakawa-no-miya Satonari shinnō), (22 juillet 1850 – 10 février 1872), avec Itami Yoshiko.
14. Prince Fushimi Sadanaru (伏見宮貞愛親王 Fushimi-no-miya Sadanaru shinnō), (9 juin 1858 – 4 février 1923), avec Takatsukasa Hiroko.
15. Kiyosu Ienori (清棲家教伯爵), (19 juin 1862 – 13 juillet 1923), (adopté par Takatsukasa Masamichi, and reduced from Imperial status to commoner), avec Itami Yoshiko.
16. Prince Kan'in Kotohito (閑院宮載仁親王 Kan'in-no-miya Kotohito shinnō), (10 novembre 1865 – 21 mai 1945), avec Itami Yoshiko.
17. Prince Higashifushimi Yorihito (東伏見宮依仁親王 Higashifushimi-no-miya Yorihito shinnō), (19 septembre 1867 – 27 juin 1922), avec Itami Yoshiko.

### Filles
1. Princesse Hisako (恒子女王), (26 février 1826 – 1916), avec Ueno Juno, épouse de Nijō Nariyuki.
2. Princesse Yoriko (順子女王), (1827 – 1908), avec Nakamura Soma, mère de l'impératrice Shōken.
3. Une fille (久我誓円), (1828 – 1910), avec Nakamura Soma.
4. Princesse Tomoko (和子女王), (19 janvier 1830 – 4 juin 1884), avec Furuyama Chie.
5. Princesse Fumiko (碌子女王), (1839 – 1853), avec Takatsukasa Hiroko.
6. Une fille mort-née (菩提院 Bodai-in), (1840 -1840), avec Horiuchi Nobuko.
7. Princesse Noriko (則子女王), (16 mai 1850 – 14 novembre 1874), avec Takatsukasa Hiroko, épouse du marquis Tokugawa Mochitsugu.
8. Une fille (嘉世宮 Kayo-no-miya), (1852 – 1853), avec Takatsukasa Hiroko.
9. Princesse Nichiyei (萬佐宮 Masa-no-miya), (3 avril 1855 – 1920), avec Itami Yoshiko. Devenue nonne bouddhiste sous le nom Abbesse Nichiyei Murakumo.
10. Une fille (利宮 Tashi-no-miya), (1856 – 1858), avec Takatsukasa Hiroko.
11. Princesse Takako (貴子女王), (4 janvier 1858 – 1919), avec Itami Yoshiko, épouse de Matsudaira Tadataka.
12. Une fille mort-née (歡樂院 Kanraku-in), (1859 – 1859), avec Itami Yoshiko.
13. Une fille (多明宮 Tame-no-miya), (1860 –1864), avec Itami Yoshiko.
14. Une fille (萬千宮 Masa-no-miya), (1869 –1872), avec Itami Yoshiko.

## Source de la traduction
- (en) Cet article est partiellement ou en totalité issu de l’article de Wikipédia en anglais intitulé « Prince Fushimi Kuniie » (voir la liste des auteurs).